# Fahlbauchbülbül
Der Fahlbauchbülbül (Phyllastrephus cerviniventris) ist eine Vogelart aus der Familie der Bülbüls (Pycnonotidae).

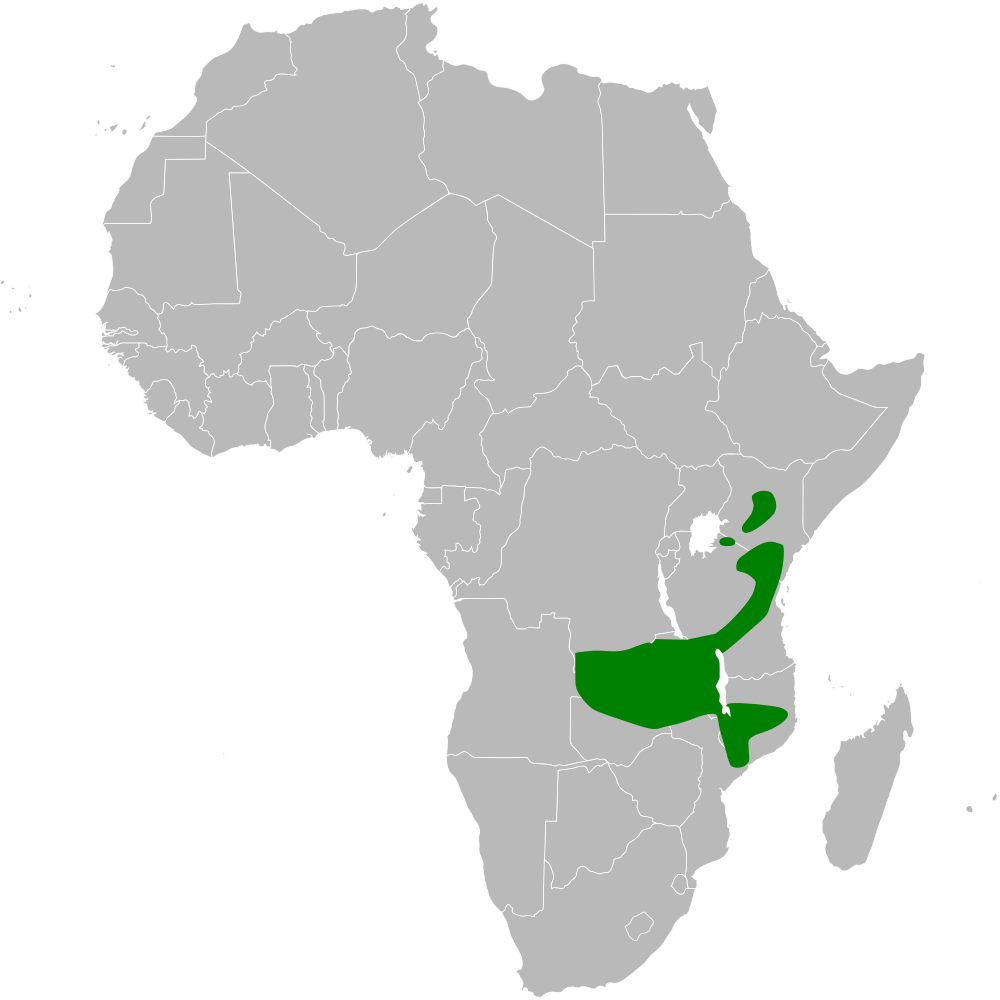
Vorkommen des Fahlbauchbülbüls

Der Vogel kommt in Ostafrika vor im äußersten Südosten der Demokratischen Republik Kongo, im äußersten Osten Angolas, in Kenia, Malawi, Mosambik, Sambia und Tansania.
Der Lebensraum umfasst dichten Uferbewuchs, Galeriewald, teilüberflutete und feuchte Wälder, Bambusdickicht von 400 bis 1500 bis 1900 m Höhe.
Der Artzusatz kommt von lateinisch cervinus ‚rehbraun‘ und lateinisch venter, ventris ‚Bauch‘.
Dieser Vogel ist ein Standvogel.

## Merkmale
Die Art ist 15–18 cm groß, das Männchen wiegt 28–33, das Weibchen etwa 23 g, ein mittelgroßer Bülbül mit hellen, orangefarbenen oder gelben Augen und blassen Beinen. Die Zügel sind blass-grau, das Gesicht und die Ohrdecken sind bräunlich-olivgrau mit angedeuteter blasser Strichelung, dazu kommt ein blasser, unterbrochener undeutlicher Augenring, mitunter auch ein dunkler Augenstreif. Scheitel und Oberseite sind oliv-grau mit Spuren von Braun,  am Bürzel blasser. Die Oberschwanzdecken und der Schwanz sind rotbraun, die Flügel sind oliv-braun. Die Kehle ist blass weißlich-gelbbraun, leicht abgesetzt gegen die bräunlich oliv-graue Brust und die gelbbraun überhauchten Flanken, die übrige Unterseite ist blass gelbbraun, cremefarben bis bräunlich, die Unterschwanzdecken sind gelbbraun. Die Iris ist gelblich-weiß, orangefarben oder orange-braun mit rotem Rand. Der Oberschnabel ist dunkel hornfarben, horngrau, bräunlich oder rosafarben, der Unterschnabel heller bis weißlich mit blassen Schneidkanten. Die Beine sind fleischfarben bis rosa, gräulich-weiß oder bräunlich-weiß. Der Lange rosa-hornfarbene Unterschnabel und die blass rosa gefärbten Beine sind die Hauptunterscheidungsmerkmale.
Die Geschlechter unterscheiden sich nicht, das Weibchen ist im Mittel etwas kleiner, eventuell hat es auch blassere Augen und einen weniger dunklen Augenring. Jungvögel sind brauner, haben weniger Olivtöne, die Augen sind blass grau und werden grünlich-grau.
Die Art unterscheidet sich von den ähnlichen Braunbülbül (Phyllastrephus strepitans) und Laubbülbül (Phyllastrephus terrestris) hauptsächlich durch die Färbung der Augen und Beine, vom Fischerbülbül (Phyllastrephus fischeri) und Cabanisbülbül (Phyllastrephus cabanisi) durch geringere Größe, weniger helle Kehle und die blass rosafarbenen, und nicht dunklen Beine. Außerdem ist die Oberseite blasser und brauner, die Unterseite wie die Unterschwanzdecken gelb-braun.

## Geografische Variation
Die Art wird von Avibase und von Birds of the World als monotypisch angesehen, da die nachstehend genannten Gefiederunterschiede nicht signifikant seien.
Die International Ornithologists’ Union (IOC World Bird List) erkennt folgende Unterarten:
- P. c. schoutedeni Prigogine, 1969, – Kenia bis Mosambik, Sambia und Ostangola, dunkler und grauer auf der Unterseite, weniger rotbraune Schwanzfedern
- P. c. cerviniventris Shelley, 1894, Nominatform – Katanga im Südosten der Demokratischen Republik Kongo

## Stimme
Die Lautäußerungen werden als kurze Folge ansteigender und abfallender Töne beschrieben, nasales „yekk-yekk-yekk“, „ke-wek, wek wek wark“ oder kontinuierliches „zer-zer-zer-zer“, wiederholtes „cherkiyeck“ und schnelles „chewki-chiki-chew-chew“. Die Art ist am Gesang erkennbar.

## Lebensweise
Die Nahrung besteht hauptsächlich ausGliederfüßern einschließlich Käfern und Heuschrecken, aber auch aus Früchten. Der Vogel tritt paarweise oder in kleinen Gruppen auf, er wurde auch in gemischten Jagdgemeinschaften mit dem Braunbülbül (Phyllastrephus strepitans) gesichtet, er verhält sich scheu und unauffällig, sucht seine Nahrung in tiefhängender dichter Vegetation bis zu 4 m Höhe. Die Art schlägt häufig mit den Flügeln und dem Schwanz.
Die Brutzeit liegt im Dezember in Kenia, zwischen September und November und im April in Sambia, zwischen April und Mai und August bis November in Malawi. Das Nest ist ziemlich tief gebaut aus feinen Wurzeln, abgeworfenen Blättern und Moos. Das Gelege besteht aus 2 Eiern. Beide Eltern versorgen den Nachwuchs.

## Gefährdungssituation
Der Bestand gilt als „nicht gefährdet“ (Least Concern).